# Південний схил пойми річки Молочна
Південний схил пойми р. Молочна — комплексна пам'ятка природи місцевого значення. Об'єкт розташований на території Токмацького району Запорізької області, біля села Старобогданівка.
Площа — 72,7 га, статус отриманий у 1992 році.
Пам'ятка природи належить до переліку природно-заповідних територій, особливо важливих для збереження ландшафтного та біологічного різноманіття Запорізької області.